# Васильев, Владимир Петрович (политик)
Влади́мир Петро́вич Васи́льев (10 сентября 1918, Дебальцево — 9 апреля 1978, Ульяновск) — советский партийный и государственный деятель.

## Биография
В 1935 окончил механический техникум и начал учёбу в Харьковском институте инженеров железнодорожного транспорта, потом работал на заводе паровозов в Петрозаводске.
С 1942 года член ВКП(б), секретарь комитета ВКП(б) железнодорожной станции в Ленинградской области, в 1945—1946 — 1-й секретарь Тихвинского горкома ВКП(б), в 1946—1949 — слушатель Высшей партийной школы при ЦК ВКП(б).
С 1949 — секретарь Сталинского районного комитета ВКП(б) в Ульяновске, начальник отдела пропаганды и агитации Ульяновского обкома КПСС, с 1958 по октябрь 1960 — 2-й секретарь Ульяновского горкома КПСС. С 16 марта 1961 по декабрь 1962 — председатель исполнительного комитета Ульяновского облсовета, с января 1963 по декабрь 1964 — 1-й секретарь Ульяновского промышленного областного комитета КПСС, с 16 декабря 1964 по 9 апреля 1978 года — председатель исполнительного комитета Ульяновского областного совета.

## Награды
- Орден Ленина
- Орден Октябрьской Революции
- Орден Трудового Красного Знамени (трижды)
- Орден Красной Звезды
- Почётный гражданин Ульяновской области (1995)[1].